# Bohars
 Bohars  (en bretón Boc'harzh) es una población y comuna francesa, situada en la región de Bretaña, departamento de Finisterre, en el distrito de Brest y cantón de Brest-Cavale-Blanche-Bohars-Guilers.

## Demografía
| 840 | 909 | 1361 | 2887 | 3043 | 3170 |
| Para los censos de 1962 a 1999 la población legal corresponde a la población sin duplicidades (Fuente: INSEE [Consultar]) |     |      |      |      |      |